# Miami Showband-morden
Miami Showband-morden (även kallat Miami Showband-massakern) var ett bombdåd och mord på tre medlemmar i ett irländskt kabaréband som skedde den 31 juli 1975 i Buskhill i County Down i Nordirland.

## Händelse

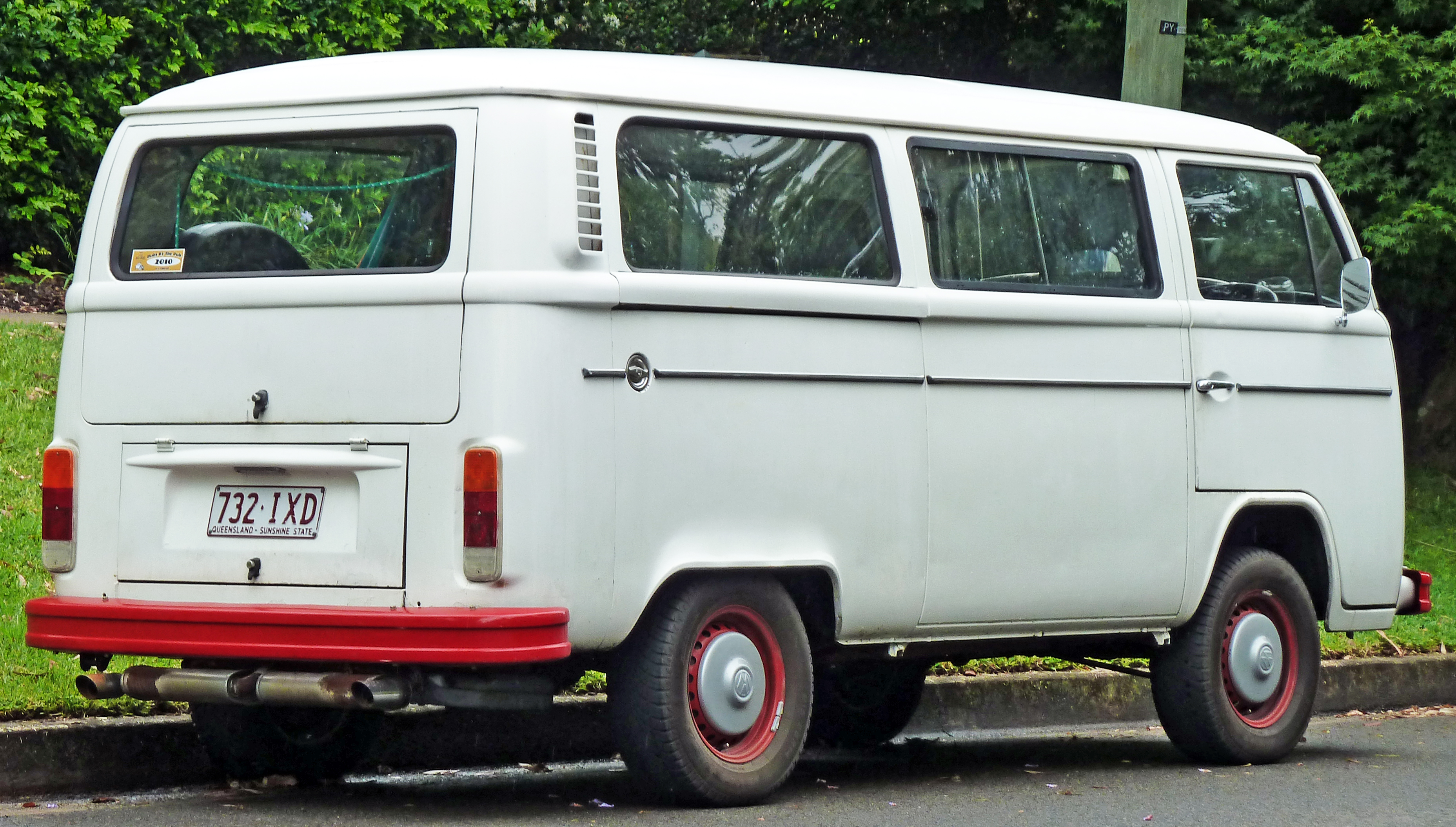
En Volkswagen Typ 2, den typ av minibuss som bandet färdades i.

Fem medlemmar i Miami Showband, ett av Irlands populäraste kabaréband, färdades i en minibuss på väg hem till Dublin när de blev stoppade i en falsk militärkontroll, där paramilitära lojalister utklädda till brittiska soldater ger dem order att stiga ut ur minibussen och ställa sig på rad. Gärningsmännen var medlemmar i Ulster Defence Regiment (UDR), men också medlemmar i Ulster Volunteer Force (UVF). Två av gärningsmännen lägger en tidsinställd bomb i minibussen. Bomben exploderar dock för tidigt och dödar de två männen. De övriga gärningsmännen skjuter då ner bandmedlemmarna, tre av dem dödas, de andra två skadas men överlever.

## Domar
Tre Ulster Defence Regiment soldater blev dömda för morden den 15 oktober 1976. Thomas Raymond Crozier och James Roderick McDowell dömdes båda till livstids fängelse utan möjlighet till benådning. Den tredje UDR-medlemmen John James Somerville dömdes till livstids fängelse utan möjlighet till benådning före den 9 november 1981. Domarna blev hårda då domaren ansåg att det var försvårande omständighet att de utgett sig för att vara soldater då de begått brottet, eftersom civila ska kunna lita på soldater. Alla fick amnesti efter Långfredagsavtalet.

## Minnesmärke
Ett monument till minne av de döda bandmedlemmarna invigdes den 10 december 2007 på Parnell Square i Dublin. De två överlevande bandmedlemmarna Stephen Travers och Des McAlea var båda närvarande. Det finns också en väggmålning och en minnesplatta för Harris Boyle och Wesley Somerville i Portadown.